# Cuisery
Cuisery ist eine französische Gemeinde im Département Saône-et-Loire in der Region Bourgogne-Franche-Comté. Sie gehört zum Arrondissement Louhans und zum Kanton Cuiseaux. Die Gemeinde hat 1580 Einwohner (Stand 1. Januar 2022), sie werden Cuiserotains, resp. Cuiserotaines genannt. Sie ist Partnergemeinde von Wachenheim an der Weinstraße.

## Geografie

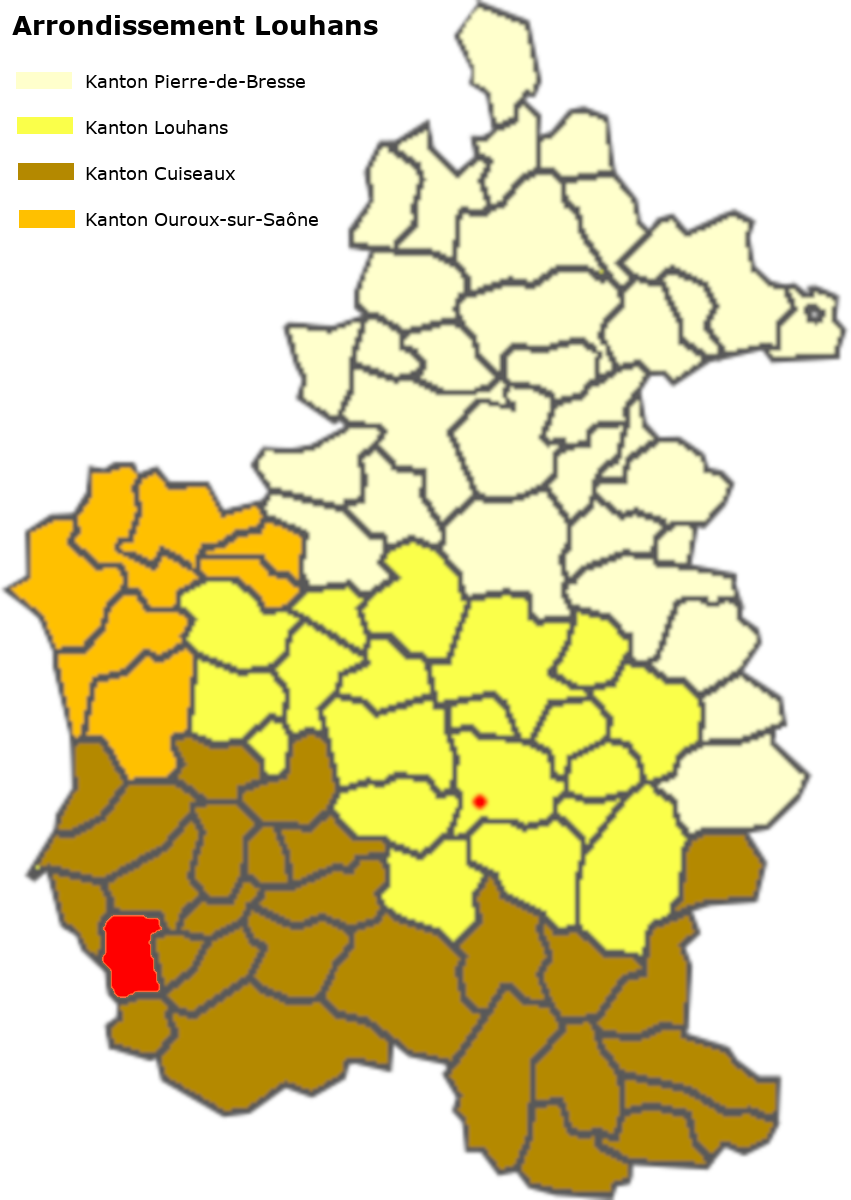
Lage der Gemeinde im Arrondissement Louhans

Cuisery liegt in der Landschaft Bresse, im Südwesten des Arrondissement Louhans und grenzt im Süden und Südwesten an das Arrondissement Mâcon. Die Gemeinde wird in West-Ost-Richtung von der Departementsstraße D975 (Abschnitt Lacrost–Brienne) durchzogen. Im Ortszentrum kreuzt sie die Departementsstraße D933 (Abschnitt Simandre–Sermoyer). Die östliche Gemeindegrenze wird auf der ganzen Länge durch die Seille gebildet. Das nördliche Gemeindegebiet wird durch den Bief du Moulin Richy entwässert, der letztlich in die Saône mündet. Waldflächen finden sich vorwiegend im Süden des Gemeindegebietes. Im Westen der Gemeinde liegt der Flugplatz Tournus-Cuisery, die Piste liegt teilweise auf dem Gemeindegebiet von L’Abergement-de-Cuisery. Zur Gemeinde gehören die folgenden Weiler und Fluren: l’Arquebuse, la Bèche, Champ-des-Ravières, la Chaux, Chemin-du-Pont-de-Vaux, le Colombier, le Cornon, Croix-Bouilloux, Crot-Gaule, les Dîmes, Fontaine-Couverte, la Fontenelle, les Fouilles, la Grande-Maison, la Louère, la Mare-Balay, Montrevost, la Motte, Moulin-au-Molet, Moulin Chantemerle, Moulin Charvet, les Platières, la Pommeraie, Quart-Guinet, les Sables, Saint-Benoît, le Tachet, les Tonnettes.

### Klima
Das Klima in Cuisery ist warm und gemäßigt. Es gibt das ganze Jahr über deutliche Niederschläge, selbst der trockenste Monat weist noch hohe Niederschlagsmengen auf. Die Klassifikation des Klimas nach Köppen und Geiger ist Cfb ((Gemäßigtes) Ozeanklima). Die Temperatur liegt im Jahresdurchschnitt bei 12,0 °C. Der wärmste Monat ist der Juli mit einer Durchschnittstemperatur von 21,1 °C, der kälteste der Januar mit 3,3 °C. Über ein Jahr verteilt summieren sich die Niederschläge auf 1120 mm, dabei ist der November mit 118 mm der niederschlagsreichste, während Juli als trockenster Monat 82 mm aufweist. Über das ganze Jahr werden etwa 2754 Sonnenstunden gezählt.
|                        | Jan | Feb | Mär  | Apr  | Mai  | Jun  | Jul  | Aug  | Sep  | Okt  | Nov  | Dez |   |      |
| Mittl. Temperatur (°C) | 3,3 | 4,0 | 7,5  | 11,2 | 15,0 | 19,1 | 21,1 | 20,7 | 17,0 | 12,9 | 7,4  | 4,1 | ⌀ | 12   |
| Mittl. Tagesmax. (°C)  | 6,3 | 7,7 | 12,0 | 15,7 | 19,4 | 23,8 | 25,8 | 25,5 | 21,4 | 16,9 | 10,5 | 6,9 | ⌀ | 16   |
| Mittl. Tagesmin. (°C)  | 0,7 | 0,6 | 3,2  | 6,4  | 10,3 | 14,2 | 16,2 | 15,9 | 12,8 | 9,3  | 4,5  | 1,6 | ⌀ | 8    |
|                        |     |     |      |      |      |      |      |      |      |      |      |     |   |      |
| Niederschlag (mm)      | 94  | 79  | 77   | 93   | 99   | 83   | 82   | 88   | 99   | 108  | 118  | 100 | Σ | 1120 |

| 0,7 |

| 0,6 |

| 3,2 |

| 6,4 |

| 10,3 |

| 14,2 |

| 16,2 |

| 15,9 |

| 12,8 |

| 9,3 |

| 4,5 |

| 1,6 |

| 0,7 |

| 0,6 |

| 3,2 |

| 6,4 |

| 10,3 |

| 14,2 |

| 16,2 |

| 15,9 |

| 12,8 |

| 9,3 |

| 4,5 |

| 1,6 |

## Toponymie
Die erste Erwähnung von Cuisery geht zurück auf das Jahr 1119, die Kirche Ecclesia de Cuisiriaco wird genannt. Offensichtlich bestand zu gallo-römischer Zeit bereits eine Siedlung, die einem Cuiserius gehörte, zusammen mit dem Possessivsuffix -acum ergab sich der Ortsname, der letztlich zu Cuisery wurde (allenfalls lautete der Personenname Casurius gemäß Ernest Nègre). Gleichzeitig stellen wir fest, dass in diesem Jahr bereits eine Kirche bestand, auf die Bezug genommen wird. Es besteht die Vermutung, dass die Gegend von Cuisery bereits in vorrömischer Zeit besiedelt war.

## Geschichte
Es ist anzunehmen, dass bereits in gallo-römischer Zeit eine Römerstraße von Seurre nach Cuisery führte. Es ist deshalb wahrscheinlich, dass auch Besitzungen der Invasoren bestanden und Cuisery spätestens zu dieser Zeit besiedelt war. Im Mittelalter war Cuisery Sitz einer Kastellanei, die etwa 30 Dörfer, Herrschaften und Pfarreien umfasste. Von der Festung aus 1185 besteht nur noch der Turm. Die Kastellane von Cuisery waren berechtigt, Münzen zu schlagen. Die Stadt war umgeben von einer Stadtmauer mit Wachttürmen und Eingangstoren. Henri de Bagé hatte Cuisery 1220 von Hugues IV., Herzog von Burgund, zu Lehen übernommen. Durch die Heirat von Sybille de Bagé als einzige Tochter von Guy de Bagé († 1248), gelangte die Herrschaft 1272 an Amé V., Graf von Savoyen. Er tauschte 1289 Ländereien mit Robert II, Herzog von Burgund, wodurch Cuisery mit dem Herrschaftsgebiet der Herren von Bagé wieder burgundisch wurde. Die andauernden Auseinandersetzungen zwischen Burgund, Franche-Comté und Königreich Frankreich führten dazu, dass Cuisery 1478 geplündert und verwüstet wurde. 1568 griffen die Calvinisten Cuisery an und die sechs Priester der Kirche wurden geköpft.
Eine Besonderheit von Cuisery sind die gedeckten Waschtröge, von denen heute noch sechs bestehen. Mit Montrevault und Lamotte bestehen zwei Schlösser aus dem 19. Jahrhundert. Cuisery besaß ein Spital mit 12 Betten für Kranke und 4 Betten für Alte und Invalide. 1813 wurde die Schleuse in der Seille gebaut, seit 1878 besteht die Eisenbahnlinie Chalon–Bourg, zwischen 1906 und 1939 bestand eine weitere Eisenbahnlinie Tournus–Louhans, die Cuisery bediente. Mitte des 19. Jahrhunderts bestanden eine Kalkbrennerei, eine Wassermühle an der Seille und eine Dampfmühle und 1988 bestanden noch 16 Landwirtschaftsbetriebe.

### Die Kastellanei von Cuisery
Der burgundische Herzog Robert II. tauschte 1289 mit dem savoyischen Graf Amadeus V. und dessen Frau, Sibylle de Bagé, verschiedene Güter. Dabei erhielt er die Kastellaneien Cuisery, Sagy und Savigny-en-Revermont und damit die Herrschaft über die gesamte Bresse. Im Gegenzug gab er Coligny, Treffort, Marboz und weitere Gebiete im Revermont an die Savoyer ab.
Die Kastellanei von Cuisery umfasste im Jahr 1451 32 Pfarreien, Weiler und Lehensgüter, im Jahr 1779 waren es lediglich noch 27. Das Amt des Kastellans war eine sehr hohe und angesehene Funktion. Er war Gouverneur und Statthalter des Herzogs von Burgund, später des Königs von Frankreich, beauftragt mit der Überwachung des zugehörigen Bezirkes. Bei wichtigen Vorkommnissen oder im Kriegsfall bot der Kastellan die Adligen und Nichtadligen auf. Die Kastellaneien waren direkt dem Herrscher unterstellt, der als Kastellane ausschließlich zuverlässige Edelleute betraute. Da der Kastellan die Steuern und Abgaben zuhanden des Herzogs und Königs verwaltete, handelte es sich um ein ausgesprochenes Vertrauensamt. Der Kastellan von Cuisery hatte zudem das Münzrecht.
Mit dem Tod von Karl dem Kühnen 1477 fiel das Burgund an Ludwig XI., die Kastellanei blieb bestehen, wurde jetzt aber zu einer königlichen Kastellanei.
Obwohl Cuisery einstmals eine wehrhafte Stadt mit Turm und etlichen Schlössern war, hatte es während der vielen Kriege arg gelitten, belagert, ausgeraubt, abgebrannt. Die Funktion des Kastellans war schließlich vorwiegend eine administrative Aufgabe und ein repräsentativer Posten, wenn auch mit weitreichenden Kompetenzen verbunden.

### Kirchengeschichte
Die älteste Kirche von Cuisery, Notre-Dame de la Chaux, wurde schon 1119 genannt und ist der Heiligen Jungfrau geweiht. Sie besteht heute als Kapelle, die durch den ehemaligen Chor gebildet wird, und war die einzige Kirche bis ins 14. Jahrhundert. Als die Stadtmauern gebaut wurden, wurde das Schiff der Kirche abgerissen und das Material für den Mauerbau verwendet.
Am 6. Juli 1358 ließ Girard de Thurey, Marschall von Burgund, in der Kirche von Cuisery eine Kapelle bauen, geweiht der Heiligen Jungfrau, Sankt Peter, der Heiligen Katharina und der Heiligen Martha, setzte zwei Kapläne ein, die in Cuisery wohnen mussten, wofür er ihnen ein Haus zur Verfügung stellte, und von denen jeder wöchentlich fünf Messen zu seinem Seelenheil lesen musste. Er sollte dafür das Recht haben, jederzeit die Kapelle zu besuchen und dieses Recht sollte auf die jeweils Erstgeborenen weitervererbt werden. Nebst dem Haus für die Kapläne, stiftete er Einkünfte und Vermögen, dafür sollten die Kapläne keine anderen Einnahmen haben. Sollten sie dennoch andernorts noch Einkünfte beziehen, sollte sie der Diözesanbischof entlassen, sollten sie nicht innert Monatsfrist nach Aufforderung diese andere Quelle aufgegeben haben. Zwischen 1510 und 1520 wurde eine neue Kirche gebaut, die Maria geweiht ist. Der Glockenturm stammt aus dem Jahr 1809. 1222 wird La Chaux erstmals erwähnt, 1303 als Priorat des Klosters Lancharre, die heutige Kapelle datiert von 1860.

### Heraldik
Die Gemeinde verwendet das Wappen der alten Kastellanei, die Grundlage dazu findet sich in den Archiven von Dijon. Blasonierung: In Silber vier blaue Schräg(links)balken.
Allerdings findet sich bei René Hozier die Darstellung des Wappens der Gemeinde Cuisery als auf Silber vier blaue Schräglinksbalken, während die Gemeinde Schrägbalken verwendet.

## Bevölkerung
| Cuisery: Einwohnerzahlen von 1793 bis 2020 | Cuisery: Einwohnerzahlen von 1793 bis 2020 | Cuisery: Einwohnerzahlen von 1793 bis 2020 | Cuisery: Einwohnerzahlen von 1793 bis 2020 | Cuisery: Einwohnerzahlen von 1793 bis 2020 |
| --- | ------------------------------------------ | ------------------------------------------ | ------------------------------------------ | ------------------------------------------ |
| Jahr |                                            |                                            |                                            | Einwohner                                  |
| 1793 | 1793                                       |                                            | 1.418                                      | 1.418                                      |
| 1800 | 1800                                       |                                            | 1.301                                      | 1.301                                      |
| 1806 | 1806                                       |                                            | 1.294                                      | 1.294                                      |
| 1821 | 1821                                       |                                            | 1.625                                      | 1.625                                      |
| 1831 | 1831                                       |                                            | 1.704                                      | 1.704                                      |
| 1836 | 1836                                       |                                            | 1.658                                      | 1.658                                      |
| 1841 | 1841                                       |                                            | 1.758                                      | 1.758                                      |
| 1846 | 1846                                       |                                            | 1.695                                      | 1.695                                      |
| 1851 | 1851                                       |                                            | 1.745                                      | 1.745                                      |
| 1856 | 1856                                       |                                            | 1.704                                      | 1.704                                      |
| 1861 | 1861                                       |                                            | 1.600                                      | 1.600                                      |
| 1866 | 1866                                       |                                            | 1.586                                      | 1.586                                      |
| 1872 | 1872                                       |                                            | 1.591                                      | 1.591                                      |
| 1876 | 1876                                       |                                            | 1.666                                      | 1.666                                      |
| 1881 | 1881                                       |                                            | 1.734                                      | 1.734                                      |
| 1886 | 1886                                       |                                            | 1.767                                      | 1.767                                      |
| 1891 | 1891                                       |                                            | 1.670                                      | 1.670                                      |
| 1896 | 1896                                       |                                            | 1.563                                      | 1.563                                      |
| 1901 | 1901                                       |                                            | 1.535                                      | 1.535                                      |
| 1906 | 1906                                       |                                            | 1.598                                      | 1.598                                      |
| 1911 | 1911                                       |                                            | 1.621                                      | 1.621                                      |
| 1921 | 1921                                       |                                            | 1.509                                      | 1.509                                      |
| 1926 | 1926                                       |                                            | 1.554                                      | 1.554                                      |
| 1931 | 1931                                       |                                            | 1.531                                      | 1.531                                      |
| 1936 | 1936                                       |                                            | 1.556                                      | 1.556                                      |
| 1946 | 1946                                       |                                            | 1.441                                      | 1.441                                      |
| 1954 | 1954                                       |                                            | 1.365                                      | 1.365                                      |
| 1962 | 1962                                       |                                            | 1.329                                      | 1.329                                      |
| 1968 | 1968                                       |                                            | 1.378                                      | 1.378                                      |
| 1975 | 1975                                       |                                            | 1.501                                      | 1.501                                      |
| 1982 | 1982                                       |                                            | 1.617                                      | 1.617                                      |
| 1990 | 1990                                       |                                            | 1.505                                      | 1.505                                      |
| 1999 | 1999                                       |                                            | 1.612                                      | 1.612                                      |
| 2006 | 2006                                       |                                            | 1.604                                      | 1.604                                      |
| 2009 | 2009                                       |                                            | 1.641                                      | 1.641                                      |
| 2014 | 2014                                       |                                            | 1.594                                      | 1.594                                      |
| 2020 | 2020                                       |                                            | 1.588                                      | 1.588                                      |
| Quelle(n): EHESS/Cassini bis 2006, ab 2009 INSEE Anmerkung(en): • Ab 1962 offizielle Zahlen ohne Einwohner mit Zweitwohnsitz • Höchste Einwohnerzahl 1886 mit 1767, tiefste Einwohnerzahl 1806 mit 1294 (73,2 % vom Maximum) |                                            |                                            |                                            |                                            |

| Bevölkerungsstruktur | Anzahl Einwohner | männlich | weiblich | davon Ausländer | Anteil % |
| -------------------- | ---------------- | -------- | -------- | --------------- | -------- |
|                      | 1579             | 735      | 844      | 50              | 3,1      |

| Männer | Alterstufe | Frauen |
| ------ | ---------- | ------ |
| 16     | 90 + älter | 58     |
| 90     | 75–89      | 133    |
| 183    | 60–74      | 191    |
| 163    | 45–59      | 157    |
| 101    | 30–44      | 110    |
| 93     | 15–29      | 95     |
| 94     | 0–14       | 104    |

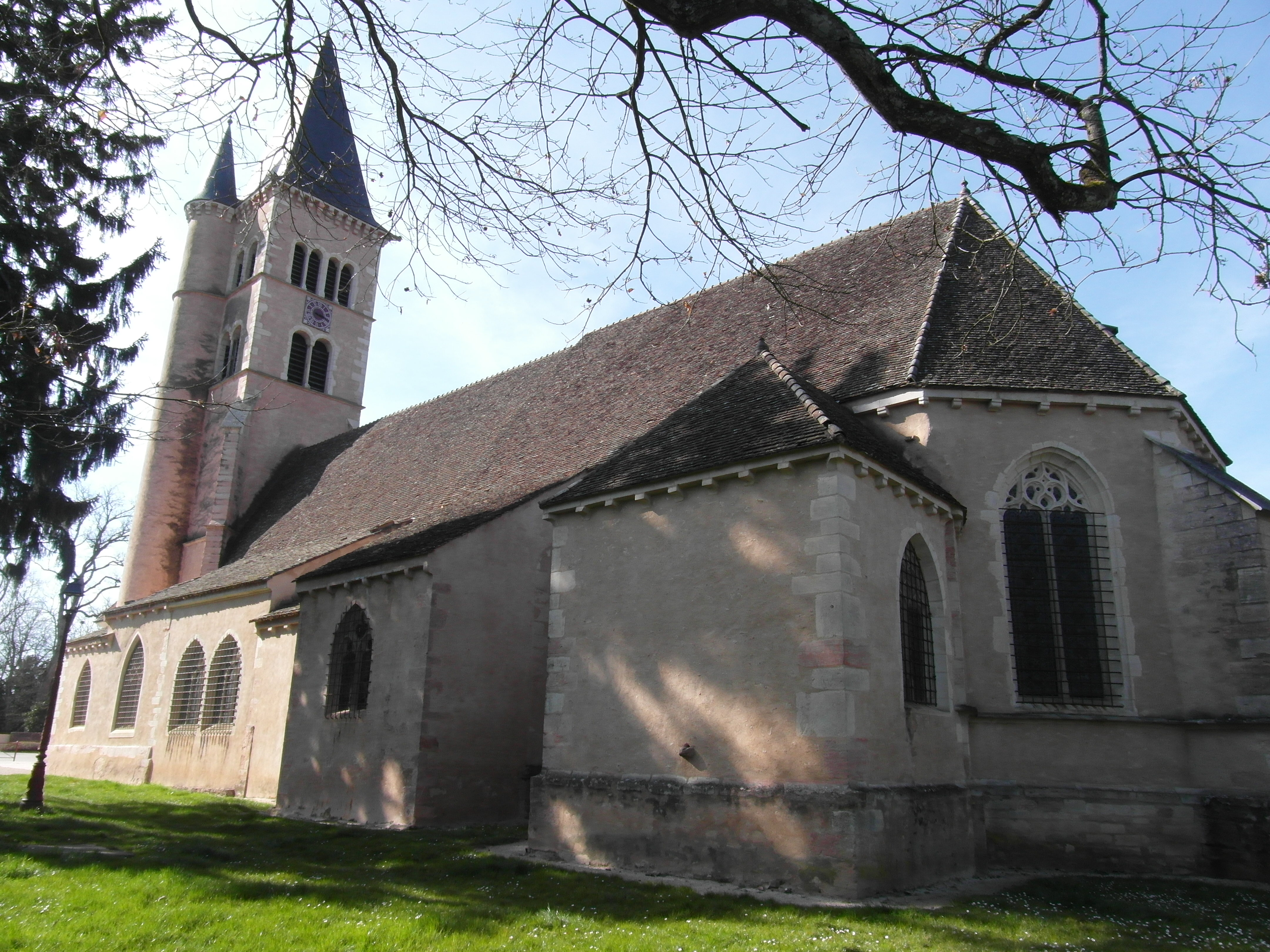
Kirche Notre-Dame-de-l’Assomption von Cuisery

Die Bevölkerungsstruktur weist einen Überhang zugunsten der Frauen auf, die 53,4 % der Bevölkerung ausmachen, wobei 37 % der Bevölkerung jünger als 45 Jahre sind. Demgegenüber sind 42 % der Einwohner älter als 60 Jahre und damit im Rentenalter, wobei 74 Einwohner gar älter als 90 Jahre sind, das entspricht 4,7 % der Bevölkerung.
| Wohnstruktur               | Anzahl Wohneinheiten | davon Häuser | Wohnungen | sonstige |
| -------------------------- | -------------------- | ------------ | --------- | -------- |
|                            | 923                  | 647          | 276       |          |
| davon Hauptwohnsitz        | 749                  |              |           |          |
| Zweit- oder Ferienwohnsitz | 39                   |              |           |          |
| vakant                     | 135                  |              |           |          |

## Wirtschaft und Infrastruktur

### Unternehmen, Betriebe, Ladengeschäfte und Einrichtungen
In der Gemeinde befinden sich nebst Mairie und Kirche folgende Unternehmen nach Branchen:
| Branche                                                           | Anzahl Betriebe |
| ----------------------------------------------------------------- | --------------- |
| Industrie und verarbeitendes Gewerbe                              | 14              |
| Baugewerbe                                                        | 13              |
| Groß- und Einzelhandel, Verkehr, Beherbergung und Gastronomie     | 55              |
| Information und Kommunikation                                     | 1               |
| Finanz- und Versicherungsdienstleistungen                         | 12              |
| Grundstücks- und Wohnungswesen                                    | 6               |
| Freiberufliche, wissenschaftliche und technische Dienstleistungen | 18              |
| Öffentliche Verwaltung, Unterricht, Gesundheits- und Sozialwesen  | 25              |
| Sonstige Dienstleistungen                                         | 22              |
| Land- und Forstwirtschaftsbetriebe                                | 2               |

In der Gemeinde befinden sich ein Supermarkt und ein Baubedarf, zwei Bäckereien und eine Metzgerei, zwei Blumenläden und zwei Banken, ferner vier Coiffeur- und ein Schönheitssalon, ein Möbel-, ein Optiker- und drei Papeteriegeschäfte. Dazu kommen sechs Autogaragen, zwei Immobilienagenturen und ein Bestattungsunternehmen.
In der Gemeinde befinden sich zudem eine Zeitarbeitsfirma, eine technische Autokontrolle, eine Fahrschule und eine Tankstelle.
Im sportlichen Bereich besteht ein Tennis-, ein Fußball-, ein Pétanqueplatz, zwei Reitzentren, sowie eine Ballsport- und eine Kampfsporthalle, ein Sportplatz und eine Turnhalle.
Der Gesundheitsbereich wird abgedeckt durch drei Ärzte drei Zahnärzte, zwei Physiotherapeuten, zwei Apotheken und sechs Krankenschwestern. Ferner befinden sich in der Gemeinde ein Seniorenheim und zwei Hilfezentren für Betagte.
Ein Campingplatz (*** 33 Stellplätze), ein Hotel, sieben Restaurants und zwei Gîtes bilden die Einrichtungen für den Tourismus, ein Gendarmerieposten für die Sicherheit.
Für die Öffentlichkeit sind eine Bibliothek, eine Post, eine Touristeninformation, Finanzbehörde und Arbeitslosenamt vorhanden. Ein Wochenmarkt findet jeweils am Dienstagvormittag statt.

### Geschützte Produkte in der Gemeinde
Als AOC-Produkte sind in Cuisery Crème et beurre de Bresse zugelassen, ferner Volaille de Bresse und Dinde de Bresse.

### Bildungseinrichtungen
In der Gemeinde bestehen folgende schulischen Einrichtungen:
- eine École élémentaire Les Petites Vignes, die von 67 Kindern besucht wird,
- eine école primaire (École maternelle und École élémentaire), die von 45 Kindern besucht wird,
- das Collège les Dîmes,

die alle der Académie de Dijon unterstehen. Für die Schulen gilt der Ferienplan der Zone A.

## Kultur und Sehenswürdigkeiten
- Seit 1999 laufen Projekte, Cuisery zu einem Bücherdorf zu machen. Zurzeit gibt es rund 20 Antiquariate und Buchläden im Ort.
  - Büchermarkt jeweils am ersten Sonntag im Monat
- Sechs gedeckte Waschhäuser: Rue des Echeneaux, Rue Bas du Pavé, Mare Balay, Fontaines Couvertes, zwei im Schloss Lamotte sind nicht zugänglich.
- Centre Eden, ein Park von zwei Hektaren erlaubt auf spielerische und pädagogische Weise, Flora und Fauna der Region zu entdecken.
- Notre-Dame de Cuisery, erbaut 1504, Renaissance-Architektur mit zwölf Kapellen, flämischem Triptychon aus dem 16. Jahrhundert, Malereien, Chorgestühl
- Turm vom alten Schloss der Bagés
- La Grande Maison in unmittelbarer Nähe des ehemaligen Schlosses[30]
- Rundsicht auf das Tal der Seille bis zu den Alpen
- Sankt-Peters-Kapelle aus dem 11. Jahrhundert mit Dach und Mauerwerk aus Lavastein, eines der ältesten Bauwerke der Bresse. Beschreibung und Fotos der Kirche[31]
- Die Zeder von la Chaux, angeblich 1734 gepflanzt durch Bernard de Jussieu aus Zedernsamen aus dem Libanon